# Грановщина
Грано́вщина — посёлок в Иркутском районе Иркутской области России. Входит в состав Уриковского муниципального образования.

## География
Находится примерно в 20 км к северу от центра Иркутска, на правом берегу Куды между сёлами Хомутово и Урик.

## Наименование
Название — по имени Сеньки и Матюшки Граниных, которые в 1680-х годах (XVII век), по Указу Иркутской Воеводческой канцелярии получили разрешение поселиться в этом месте для разведения хлебопашества (их отец Агей Фёдоров Гранин основал деревню Карлук близ Иркутска).

## Население
| 2002 | 2010  | 2011  | 2012  | 2021  |
| ---- | ----- | ----- | ----- | ----- |
| 635  | ↗1279 | ↗1288 | ↗1487 | ↗8302 |

## Инфраструктура
В посёлке есть начальная школа, а также в сентябре 2022 года была построена МОУ ИРМО "Грановская СОШ", более шести детских садов, фельдшерско-акушерский пункт, Дом культуры (построен в 1968 г.), фонд Тихомировых по реабилитации детей-инвалидов с помощью верховой езды. Население Грановщины стремительно растёт, а застройщики строят всё больше и больше домов. В 2010 году население Грановщины составляло около 1279 человек (638 мужчин и 641 женщина). А к 2021 году население выросло до 8302 человек. Недалеко от Грановщины есть Речка Куда, озеро, которое часто называют "карьером", лес, поля и картофельные поля. Также в Грановщине существуют частные школы и садики, магазины.